# Великий Дивлин
Вели́кий Дивлин — село в Україні, у Лугинській селищній територіальній громаді Коростенського району Житомирської області. Чисельність населення становить 836 осіб (2001). У 1923—2017 роках — адміністративний центр колишньої однойменної сільської ради.

## Загальна інформація
Розташоване за 25 км південно-західніше Лугин, за 6 км від залізничної станції Білокоровичі, на річці Жерев.

## Населення
Наприкінці 19 століття кількість населення становила 458 осіб, дворів — 81.
Відповідно до результатів перепису населення Російської імперії 1897 року, загальна кількість мешканців села становила 596 осіб, з них: православних — 562, чоловіків — 288, жінок — 308.
У 1906 році у селі налічувалося 606 мешканців, дворів — 96, у 1923 році — 178 дворів та 990 мешканців.
Станом на 1972 рік кількість населення становила 1 261 особу, дворів — 343.
Відповідно до результатів перепису населення СРСР, кількість населення, станом на 12 січня 1989 року, становила 968 осіб. Станом на 5 грудня 2001 року, відповідно до перепису населення України, кількість мешканців села становила 836 осіб, з них 99,76 % зазначили рідною українську мову, 0,12 % — російську, а 0,12 % — іншу.

### Мова
Розподіл населення за рідною мовою за даними перепису 2001 року:
| Мова            | Кількість | Відсоток |
| --------------- | --------- | -------- |
| українська      | 834       | 99.76%   |
| російська       | 1         | 0.12%    |
| інші/не вказали | 1         | 0.12%    |
| Усього          | 836       | 100%     |

## Історія
Станом на 1645 рік, селом Дивлин (пол. - Diwlin) в Овруцькому повіті Київського воєводства володів руський (український) шляхтич Самуель Матвійович Немирич. Тоді ж віддав його на 3 роки в заставну оренду Петрові Суринові та його дружині Анні Ставецькій.
Перша згадка на мапі України під назвою "Diewlin" — 1665 рік Населений пункт на мапі знайшов місцевий вчитель історії Сергій Медведський в 2020 році. Завдяки цій знахідці Великий Дивлин "постарів" на 193 роки. Також, було віднайдено згадку про населений пункт і на пізнішій мапі, зокрема на Li Palatinati di Braclaw e Kiowia 1781 року. Пізніші згадки — 1858 рік.
У другій половині 19 століття — сільце Жубровицької волості Овруцького повіту Волинської губернії, входило до православної парафії у Білокуровичах (6 верст).
Наприкінці 19 століття — сільце Жубровицької (згодом — Білокоровицька) волості Овруцького повіту, біля витоку Жерева, за 63 версти від Овруча, православна парафія — Білокоровичі.
У 1906 році — село Білокуровицької волості (4-го стану) Овруцького повіту Волинської губернії. Відстань до повітового центру, м. Овруч, становила 68 верст, до волосного центру, с. Білокуровичі — 7 верст. Найближче поштово-телеграфне відділення розміщувалося в Іскорості.
У березні 1921 року, в складі волості, увійшло до новоутвореного Коростенського повіту Волинської губернії. У 1923 році включене до складу новоствореної Великодивлинської сільської ради, яка, 7 березня 1923 року, включена до складу новоутвореного Олевського району Коростенської округи, адміністративний центр ради. Розміщувалося за 40 верст від районного центру, містечка Олевськ. 25 січня 1926 року, в складі сільської ради, увійшло до Лугинського району Коростенської округи.
Під час німецько-радянської війни участь у бойових діях брали 279 місцевих жителів, з них 150 осіб загинуло, 127 — нагороджено орденами і медалями. На їх честь у селі встановлено два обеліски Слави.
В радянські часи у селі діяла центральна садиба колгоспу, який обробляв 2 591,1 га угідь, в тому числі 1 305,6 га ріллі, 986 га луків та пасовищ. У господарстві вирощували зернові й технічні культури, розвивало м'ясо-молочне тваринництво, був млин. 64 колгоспники нагороджені орденами й медалями.
В селі були середня школа, клуб, 2 бібліотеки із книжковим фондом 10 тисяч примірників, фельдшерсько-акушерський пункт, відділення зв'язку, 3 магазини.
30 грудня 1962 року, в складі сільської ради, передане до Олевського району, 8 грудня 1966 року повернуте до складу відновленого Лугинського району Житомирської області.
23 липня 1991 року, відповідно до постанови Кабінету Міністрів Української РСР № 106 «Про організацію виконання постанов Верховної Ради Української РСР…», село віднесене до зони гарантованого добровільного відселення (третя зона) внаслідок аварії на Чорнобильській АЕС.
9 серпня 2016 року увійшло до складу новоствореної Лугинської селищної територіальної громади Лугинського району Житомирської області. Від 19 липня 2020 року, разом з громадою, в складі новоствореного Коростенського району Житомирської області.